# Pterella algira
Pterella algira är en tvåvingeart som först beskrevs av Robineau-desvoidy 1863.  Pterella algira ingår i släktet Pterella och familjen köttflugor.
Artens utbredningsområde är Algeriet. Inga underarter finns listade i Catalogue of Life.